# Inline-Alpin-Junioreneuropameisterschaft 2012
Die 7. Inline-Alpin-Junioreneuropameisterschaft 2012 wurde am 22. Juli 2012 im österreichischen Stuhlfelden im Bundesland Salzburg ausgetragen. Die Veranstaltung fand im Rahmen des Internationalen Gaisstein-Cups statt. Veranstalter war der USV Stuhlfelden e.V.

## Teilnehmer
| Europa (6 Länder)                    | Europa (6 Länder)                 |
| ------------------------------------ | --------------------------------- |
| - Deutschland - Italien - Österreich | - Schweiz - Slowakei - Tschechien |

## Streckendaten
Die Wettbewerbe der Herren und Damen wurden in Innerdorf in Stuhlfelden (Koordinaten: 47° 17′ 22″ N, 12° 31′ 46″ O) ausgetragen.
|                    | Slalom           |
| ------------------ | ---------------- |
| Startzeit 1. Lauf  | 09:45 Uhr        |
| Startzeit 2. Lauf  | 13:00 Uhr        |
| Streckenlänge      | 217 m            |
| Kurssetzer 1. Lauf | B. Metzner (AUT) |
| Kurssetzer 2. Lauf | V. Kesely (SVK)  |
| Tore 1. Lauf       | 33               |
| Tore 2. Lauf       | 29               |

## Medaillenspiegel

### Nationen
| Platz | Land        | Gold | Silber | Bronze | Gesamt |
| ----- | ----------- | ---- | ------ | ------ | ------ |
| 1     | Deutschland | 2    | 2      | 2      | 6      |

### Sportler
| Platz | Sportler(in)          | Land | Gold | Silber | Bronze | Gesamt |
| ----- | --------------------- | ---- | ---- | ------ | ------ | ------ |
| 1     | Dominicus Wiedenmayer | GER  | 1    | 0      | 0      | 1      |
|       | Ulrike Bertsch        | GER  | 1    | 0      | 0      | 1      |
| 3     | Lukas Bleicher        | GER  | 0    | 1      | 0      | 1      |
|       | Lara Kögel            | GER  | 0    | 1      | 0      | 1      |
| 5     | Amir Abo Shawish      | GER  | 0    | 0      | 1      | 1      |
|       | Lisa Staudinger       | GER  | 0    | 0      | 1      | 1      |

## Ergebnis Herren
| Platz | Name                    | Land | Zeit 1. | Zeit 2. | Gesamt  |
| ----- | ----------------------- | ---- | ------- | ------- | ------- |
| 01    | Dominicus Wiedenmayer   | GER  | 22,09 s | 20,30 s | 42,39 s |
| 02    | Lukas Bleicher          | GER  | 21,87 s | 20,78 s | 42,65 s |
| 03    | Amir Abo Shawish        | GER  | 22,81 s | 21,54 s | 44,35 s |
| 04    | Matthias Pritzl         | GER  | 23,66 s | 22,68 s | 46,34 s |
| 05    | Jürgen Schiffer         | GER  | 23,97 s | 22,83 s | 46,80 s |
| 06    | Simon Jantsch           | GER  | 24,80 s | 22,01 s | 46,81 s |
| 07    | Maximilian Vogt         | GER  | 24,85 s | 22,67 s | 47,52 s |
| 08    | Dominik Solfronk        | GER  | 23,99 s | 23,86 s | 47,85 s |
| 09    | Christoph Silberbauer   | GER  | 25,12 s | 23,26 s | 48,38 s |
| 10    | Toni Kögel              | GER  | 24,80 s | 23,91 s | 48,71 s |
| 11    | Tom Hussal              | GER  | 25,74 s | 23,88 s | 49,62 s |
| 12    | Nils Kappen             | GER  | 25,91 s | 23,91 s | 49,82 s |
| 13    | Tobias Solfronk         | GER  | 25,74 s | 24,53 s | 50,27 s |
| 14    | Jan Vogt                | GER  | 26,30 s | 24,35 s | 50,65 s |
| 15    | Kilian Tiefenbacher     | AUT  | 25,73 s | 25,17 s | 50,90 s |
| 16    | George Aurelian Pasalau | ITA  | 26,05 s | 25,09 s | 51,14 s |
| 17    | Roberto Paludetto       | ITA  | 26,77 s | 26,04 s | 52,81 s |
| 18    | Moritz Waibel           | GER  | 30,12 s | 23,27 s | 53,39 s |
| 19    | Severin Wallimann       | SUI  | 31,65 s | 24,99 s | 56,64 s |
| 20    | Johannes Silberbauer    | GER  | 36,13 s | 21,63 s | 57,76 s |
| 21    | Matteo Vettoretti       | ITA  | 28,25 s | 33,67 s | 61,92 s |

Von 23 gemeldeten Läufern kamen 21 in die Wertung.
- Disqualifiziert im ersten Lauf (2):

Manuel Wlcek (GER), Lars Henkel (GER)

## Ergebnis Damen
| Platz | Name                  | Land | Zeit 1. | Zeit 2. | Gesamt  |
| ----- | --------------------- | ---- | ------- | ------- | ------- |
| 01    | Ulrike Bertsch        | GER  | 22,35 s | 21,52 s | 43,87 s |
| 02    | Lara Kögel            | GER  | 23,06 s | 21,67 s | 44,73 s |
| 03    | Lisa Staudinger       | GER  | 23,17 s | 21,87 s | 45,04 s |
| 04    | Nina Heinrich         | GER  | 23,32 s | 22,30 s | 45,62 s |
| 05    | Lisa Schmid           | GER  | 23,37 s | 22,28 s | 45,65 s |
| 06    | Martina Sulcova       | CZE  | 23,73 s | 22,10 s | 45,83 s |
| 07    | Luzia Gruber          | GER  | 23,34 s | 22,71 s | 46,05 s |
| 08    | Christina Metzner     | AUT  | 23,93 s | 22,32 s | 46,25 s |
| 09    | Magdalena Gruber      | GER  | 24,13 s | 22,24 s | 46,37 s |
| 10    | Alexa Brust           | GER  | 23,58 s | 22,81 s | 46,39 s |
| 11    | Marie-Theres Lehmann  | GER  | 23,81 s | 22,77 s | 46,58 s |
| 12    | Theresa Weber         | GER  | 23,52 s | 23,09 s | 46,61 s |
| 13    | Leonie Gökeler        | GER  | 24,47 s | 22,47 s | 46,94 s |
| 14    | Lenka Kesela          | SVK  | 24,53 s | 22,72 s | 47,25 s |
|       | Lisa Hofbauer         | GER  | 24,45 s | 22,80 s | 47,25 s |
| 16    | Christina Feldmeier   | GER  | 24,65 s | 23,00 s | 47,65 s |
| 17    | Annalena Rettenberger | GER  | 24,40 s | 23,48 s | 47,88 s |
| 18    | Manuela Breitfuss     | AUT  | 25,03 s | 23,29 s | 48,32 s |
| 19    | Tamara Gappmaier      | AUT  | 25,10 s | 23,45 s | 48,55 s |
| 20    | Celine Greis          | GER  | 25,04 s | 23,63 s | 49,08 s |
| 21    | Eva-Maria Altmann     | GER  | 24,33 s | 24,27 s | 48,60 s |
| 22    | Lisa Emma Odey        | GER  | 25,45 s | 23,63 s | 49,08 s |
| 23    | Luisa Merk            | GER  | 25,49 s | 23,66 s | 49,15 s |
| 24    | Alicia Waibel         | GER  | 25,46 s | 23,74 s | 49,20 s |
| 25    | Linda Tiefenbacher    | AUT  | 25,42 s | 24,29 s | 49,71 s |
| 26    | Celina Schmidt        | GER  | 25,98 s | 25,37 s | 51,35 s |
|       | Luisa Zeh             | GER  | 26,43 s | 24,92 s | 51,35 s |
| 28    | Tiffany Ruperti       | SUI  | 26,21s  | 25,47 s | 51,68 s |
| 29    | Elea Börsig           | GER  | 26,33 s | 25,44 s | 51,77 s |
| 30    | Anna-Sophie Lehmann   | GER  | 26,90 s | 25,27 s | 52,17 s |
| 31    | Sophia Hupf           | GER  | 26,47 s | 25,79 s | 52,26 s |
| 32    | Manuela Schifer       | GER  | 26,20 s | 26,07 s | 52,27 s |
| 33    | Marie-Luise Reichle   | GER  | 26,63 s | 26,32 s | 52,95 s |
| 34    | Anna Rebout           | GER  | 27,67 s | 25,88 s | 53,55 s |
| 35    | Sinah Rogel           | GER  | 28,26 s | 25,96 s | 54,22 s |
| 36    | Jasmin Duodin         | SUI  | 29,12 s | 34,04 s | 63,16 s |
| 37    | Nina Kappen           | GER  | 24,42 s | 38,96 s | 63,38 s |
| 38    | Maria-Luise Aschaber  | AUT  | 42,78 s | 25,44 s | 68,22 s |
| 39    | Corinne Businger      | SUI  | 35,67 s | 33,64 s | 69,31 s |
| 40    | Brenda Odermatt       | SUI  | 26,31 s | 44,25 s | 70,56 s |

Von 42 gemeldeten Läuferin kamen 40 in die Wertung.
- Nicht gestartet im ersten Lauf (1):

Sara Parenzan (ITA)
- Disqualifiziert im zweiten Lauf (1):

Eliska Zimova (CZE)